# Lynch/Frost Productions
Lynch/Frost Productions — американская кинокомпания, принадлежащая кинорежиссёру Дэвиду Линчу и сценаристу и продюсеру Марку Фросту. Была основана в 1989 году, прекратила своё существование в 1992 году. В 2017 году была временно возрождена для создания продолжения «Твин Пикс».
Всего компания выпустила 2 телесериала и 1 документальный фильм: «Твин Пикс», «В прямом эфире» и «Hugh Hefner: Once Upon a Time».